# دغیرمن‌کوی (گوراویماق)
دغیرمن‌کوی (به ترکی استانبولی: Değirmenköy) (به کردی: Mişaxşîn) یک منطقهٔ مسکونی در ترکیه است که در گوراویماق واقع شده‌است. دغیرمن‌کوی ۱٬۷۹۶ نفر جمعیت دارد.